# اورتا صلاح‌لی (قزاق)
اورتا صلاح‌لی (به لاتین: Orta Salahlı) یک منطقه مسکونی در جمهوری آذربایجان است که در شهرستان قزاق واقع شده است. اورتا صلاح‌لی ۱۵۸۸ نفر جمعیت دارد.